# الک گورز
الک گورز (انگلیسی: Alec Gores؛ زادهٔ ۱۹۵۳) کارآفرین و سرمایه‌دار اهل ایالات متحده آمریکا است، که در سال ۱۹۸۷ گروه گور را تأسیس کرد.